# Marry Me (série de televisão)
Marry Me é uma série de televisão americana estrelada por Casey Wilson e Ken Marino e transmitida pela NBC. Marry Me foi criada e produzida por David Caspe e co-produzida por Seth Gordon e Jamie Tarses para a Sony Pictures Television.
O criador da série, David Caspe, baseou-a em seu casamento recente com a atriz Casey wilson, e assim como seu show anterior Happy Endings, a série se passa em Chicago.
Em maio de 2015, a NBC cancelou Marry Me após a primeira temporada.

## Premissa
A série segue a relação de longa data de um casal - a estressada Annie (Casey Wilson) e o indulgente Jake (Ken Marino) - quando sua relação passa por um período turbulento após o surgimento da pergunta "Quer se casar comigo?". Em meio a propostas de casamento fracassadas e brigas frequentes, surge Gil (John Gemberling), o amigo depravado e solitário de Jake, que torna-se um fardo e contribui ainda mais para a possível destruição dessa relação de amor.
Jake e Annie vêm-se destinados a permanecer juntos, quer o destino os favoreça ou não.

## Elenco
- Casey Wilson como Annie Fletcher – noiva de Jake, descrita como instável e dramática. Após imigrar ilegalmente para os estados unidos, Annie têm problemas para se adaptar à vida em sociedade, e frequentemente sofre de ataques de estresse.
- Ken Marino como Jake Schuffman – noivo de annie, descrito como racional, frio e indulgente, porém clemente. Jake já foi noivo de uma mulher que sofria de problemas mentais
- John Gemberling como Gil – o amigo depravado, divorciado e solitário de Jake. Ele é frequentemente alvo de preocupação de seus amigos pois tem problemas para viver uma vida normal e leva uma vida sexual depravada. Além disso, é extremamente dependente de Jake, e a sua relação é descrita como emocionalmente abusiva.
- Sarah Wright como Dennah – melho amiga de Annie e professora de escola primária. É descrita como determinista.
- Tymberlee Hill como Kay – amiga lésbica do casal. Kay é sarcastica e excêntrica, e frequentemente faz comentários rancorosos acerca de relações passadas. Seu nome completo é Kay Sedia (pronunciado exatamente como "quesadilla" em inglês).
- Dan Bucatinsky como Kevin 2 – um dos pais gays de Annie, ambos chamados Kevin. Annie herdou seu lado dramático e estressado dele.
- Tim Meadows como Kevin 2 – outro pai de annie. Os Kevins frequentemente brigam sobre quem é o pai biológico de Annie, ignorando o fato de que Kevin 1 é negro e Annie é branca.